# Alois Rittler
Alois Rittler (* 26. Januar 1839 in Jedesheim; † 5. August 1890 in Regensburg) war ein katholischer Priester, Redakteur, Lyzealprofessor und Mitglied der Kammer der Abgeordneten des Bayerischen Landtages (1875–1890).

## Leben und Wirken

### Werdegang
Rittler kam in dem Ort Jedesheim im Bezirksamt Illertissen zur Welt. Er besuchte das Gymnasium in Augsburg, studierte Theologie und Philosophie am Collegium Germanicum in Rom und an der Universität München. Er wurde sowohl zum Dr. theol. als auch zum Dr. phil. promoviert. 1865 erfolgte Rittlers Priesterweihe in Augsburg. 1868 wurde er Sekretär des Bischofs von Regensburg, Ignatius von Senestrey, dann wirkte er kurzzeitig als Lyzealprofessor in Mainz und in Rottenburg. Seit 1872 trat er als Redakteur hervor: zunächst beim „Volksboten“, nach dessen Ende beim „Volksfreund“ (beide in München), von Mai 1873 bis November 1876 dann beim „Fränkischen Volksblatt“ (Würzburg), von April 1877 bis Juni 1878 schließlich auch als Herausgeber der „Katholischen Fahne“. Schon 1875 war Rittler erstmals in die Kammer der Abgeordneten gewählt worden (Wahlkreis Würzburg II), Wiederwahlen 1881 und 1887 (Wahlkreis Traunstein). 1878 wurde Rittler an die Wallfahrtskirche Maria-Eck nahe Traunstein versetzt. Im November 1882 folgte seine Berufung zum Lyzealprofessor für Philosophie nach Regensburg, schon 1884 wurde er dort zum Lyzealrektor befördert. Nach seinem Tod in Regensburg wurde er am 9. August 1890 in seinem Geburtsort Jedesheim beigesetzt.

### Parlamentarier
Rittler trat politisch erstmals in der katholischen Vereinsszene Münchens in den Jahren des Kulturkampfes hervor, wo er (zu dieser Zeit Redakteur des „Volksboten“) im Januar 1872 Mitglied des „Katholischen Volksvereins“ wurde. In diesem Verein, der im Spektrum des bayerischen Katholizismus jener Jahre als populistisch-extrem bezeichnet werden kann, begann seine „Karriere als gefeierter Versammlungsredner“. Das hier erkennbare Muster: Redakteur einer katholischen Zeitung und Engagement in der lokalen katholischen Vereinsszene wiederholte sich nach Rittlers Wechsel zum „Fränkischen Volksblatt“ in Würzburg. Schnell gewann er Einfluss im dortigen katholischen Bürgerverein und wurde 1875 dessen Vorsitzender. Vor diesem Hintergrund ist auch seine Wahl in die Kammer der Abgeordneten im Juli 1875 zu sehen.
Die Fraktion der Patrioten in der Abgeordnetenkammer, der Rittler 1875 beitrat, war in unterschiedliche Richtungen gespalten, verursacht durch den Streit um die richtige Oppositionsstrategie gegenüber der liberal-reichsfreundlich-kulturkämpferischen bayerischen Regierung. Denn die bayerische Innenpolitik jener Jahre „war durch die Tatsache gekennzeichnet, dass ein weltanschaulich liberales, politisch staatskonservatives, reichsfreundlich und staatskirchlich orientiertes Staatsministerium fortgesetzt gegen eine konservative, betont bayerisch-eigenstaatlich und katholisch bestimmte Mehrheit der Kammer der Abgeordneten regierte“ (Dieter Albrecht). Dies führte dazu, dass besonders katholisch-konservative Kräfte radikale Mittel bis hin zur Budgetverweigerung oder der kollektiven Mandatsniederlegung befürworteten, um König Ludwig II.  zum Wechsel von Regierung und Politik zu zwingen. Rittler ist hier beim extremsten Flügel der Fraktion zu verorten; zur „Katholischen Volkspartei“ des Johann Baptist Sigl allerdings hielt er Abstand.
In diese innerparteilichen Debatten hinein publizierte Rittler 1876 seine Broschüre „Wo stehen wir?“. Hier kritisierte er grundsätzlich die Ausrichtung der Patrioten als politische, nicht konfessionell-katholische Partei; so werde der religiöse Charakter der Auseinandersetzungen der Zeit verkannt, in denen sich der Liberalismus gegen die Kirche und die göttliche Weltordnung erhebe: „Der gegenwärtige Kampf ist daher in seinem innersten Wesen, in seinem Ursprunge wie in seinen Endzielen der sociale Vernichtungskampf gegen die Kirche als die Repräsentantin und Hüterin aller göttlichen und menschlichen Rechtsordnung.“ Die Partei müsse künftig als „katholische Partei“ auftreten: „Wer für die blauweiße Fahne kämpft, darf die katholische Fahne nicht in die Ecke stellen.“ 1877/78 separierte sich eine extreme Gruppe um Rittler von der Gesamtfraktion (nie mehr als neun Abgeordnete), ohne aber den Kontakt zur Mehrheit abreißen zu lassen. Letztlich untergruben diese Auseinandersetzungen nur die Geschlossenheit und Durchsetzungsfähigkeit der Partei.
Den Höhepunkt seiner politischen Wirksamkeit erlangte Rittler vor und unmittelbar nach der Landtagswahl 1881. Bei einer Vertrauensmännerversammlung der extremen Rechten in Regensburg am 4. April 1881 wurde das von ihm verfasste „Regensburger Programm“ verabschiedet, das zunächst zwar nicht unumstritten war, dann aber bis zum Parteiprogramm von 1887 (nun der Bayerischen Zentrumspartei) prägend blieb. Nach dem patriotischen Wahlerfolg im Sommer 1881 (Erhöhung der Mandatszahl von 79 auf 89 und damit Ausbau der absoluten Mehrheit), der nicht zuletzt durch eine erhöhte Zahl extremer Abgeordneter zustande kam, gelang der Zusammenschluss der Gemäßigten mit den Extremen in der „Fraktion der Rechten“. Rittler konnte die Fraktion auf eine harte Oppositionsstrategie festlegen, die das Ziel verfolgte, das „System Lutz“ zu stürzen. Er selbst vertrat diese Strategie als Sprecher für das Kultusbudget im Finanzausschuss an vorderster Front. Als sich aber zeigte, dass Ludwig II. an seinen Ministern festhielt, ja dass deren Position durch die Oppositionsstrategie sogar gefestigt worden war, machte sich in der Partei Resignation breit: Die extreme Haltung wurde schon 1882 wieder aufgegeben. Bei Rittler selbst kam etwas anderes hinzu: er rückte schon seit März 1882 von seiner eigenen Strategie ab und plädierte öffentlich für eine Zusammenarbeit mit Johann von Lutz; als dann im November 1882 seine Berufung zum Lyzealprofessor in Regensburg bekannt wurde, haftete ihm der Ruf eines Verräters aus eigennützigen Motiven an. Rittler gehörte dem Fraktionsvorstand noch bis 1885 an, wurde dann aber abgewählt, weil man ihm Indiskretionen vorwarf. 1887 nochmals in die Abgeordnetenkammer gewählt, trat er der (jetzt umbenannten) Zentrumsfraktion nicht mehr bei. Politisch isoliert, gehörte er dem Landtag bis zu seinem Tode an.

### Gerüchte
Rittlers politische Laufbahn war von Gerüchten über seinen Lebenswandel begleitet, die bei den häufigen Ortswechseln ansetzten und von interessierten Kreisen gegen ihn verwendet wurden. Schon 1872 war Rittler in München mit Erzbischof Gregor von Scherr in Konflikt geraten, der ihm nicht nur seine radikalen Reden, sondern auch „die schlimmen Gerüchte (...) in sittlicher Hinsicht“ vorwarf. Ähnliche Schwierigkeiten ergaben sich in seinen Würzburger Jahren, worüber Joseph Hergenröther intern berichtete. Der preußische Gesandte Georg von Werthern meldete im Dezember 1881 nach Berlin: Rittler habe schon als junger Kaplan in Augsburg „wegen liederlichen Lebenswandels suspendiert werden“ müssen; Bischof Senestrey von Regensburg habe ihn „aus gleichem Grund entfernt“; in Rottenburg habe er „zwei alte Jungfern um viel Geld beschwindelt“, in München sei er dann in Konflikt mit der Polizei geraten, „weil er eine nicht legitimierte Prostituierte als Haushälterin bei sich hatte“. Dass diese Aussagen in Wertherns Antikatholizismus und seinem Kampf gegen jeden bayerischen Partikularismus wurzeln, zeigt sein Fazit: „Das ist der Führer der pfäffischen Rotte (...)“; dass diese Gerüchte aber in der Welt waren, belegen auch andere Quellen. Der ehemalige Führer der patriotischen Fraktion, Joseph Edmund Jörg, versuchte Rittlers Wahl in Traunstein im Jahr 1881 zu hintertreiben und munitionierte innerparteiliche Gegner Rittlers mit Material. In einem Brief aus dem Oktober 1881 fasste er zusammen: Rittler hätte „zum zweiten Mal Vaterfreuden erlebt“; in der Abgeordnetenkammer seien immer wieder Postkarten eingegangen, auf denen er als „elender Hurenpfaff“ bezeichnet worden sei; er hätte Ausschussinterna der Abgeordnetenkammer an Zeitungen verkauft; von Beziehungen Rittlers „zum anderen Geschlecht“ wolle er gar nicht reden. Den Wahrheitsgehalt solcher Anschuldigungen könnte höchstens eine aus den Quellen gearbeitete Biographie Rittlers ermitteln, eine solche existiert aber nicht. Der Historiker Friedrich Hartmannsgruber immerhin meint bilanzieren zu können: „Allgemein wurde Rittler als selbstsüchtig, ehrgeizig, verschlagen und rücksichtslos charakterisiert, aber auch als hochbegabt und mit großer Ausstrahlungskraft in Wort und Schrift.“ Der ehemalige Fraktionskollege und spätere Kammerpräsident, Georg Orterer, ein innerparteilicher Gegner Rittlers, notierte aus Anlass der Todesnachricht milder: „Dr. Rittler schnell, wenn auch nach langem Leiden (Zuckerruhr) gestorben. Ein bewegtes Leben, ein reicher Geist zu Ende. Stirbt allein und einsam, wie sein Leben zuletzt gewesen war.- R.I.P.“